# Microstylum rufianale
Microstylum rufianale är en tvåvingeart som först beskrevs av Macquart 1850.  Microstylum rufianale ingår i släktet Microstylum och familjen rovflugor.
Artens utbredningsområde är Senegal. Inga underarter finns listade i Catalogue of Life.